# Afrykanka krasnopierśna
Afrykanka krasnopierśna (Poicephalus rufiventris) – gatunek średniej wielkości ptaka z rodziny papugowatych (Psittacidae) występujący we wschodniej Afryce. Ptaki z tego gatunku mierzą około 23 centymetrów. W upierzeniu tego gatunku afrykanki przeważa zielonkawoszary kolor. Samce mają pomarańczowe pióra na brzuchu, samice zaś zielonkawe. Ważą około 140 gramów.

## Podgatunki i zasięg występowania
Wyróżnia się dwa podgatunki P. rufiventris:
- P. r. pallidus van Someren, 1922 – wschodnia Etiopia, Somalia
- P. r. rufiventris (Rüppell, 1842) – środkowa Etiopia do północno-wschodniej Tanzanii

## Rozmnażanie
Gniazdują w zagłębieniach drzew. Samica zwykle składa trzy białe jaja, które inkubuje przez około 28 dni. Pisklęta opuszczają gniazdo około 63 dni po wykluciu.

## Status
Międzynarodowa Unia Ochrony Przyrody (IUCN) uznaje afrykankę krasnopierśną za gatunek najmniejszej troski (LC – Least Concern).